# Adolph Henke

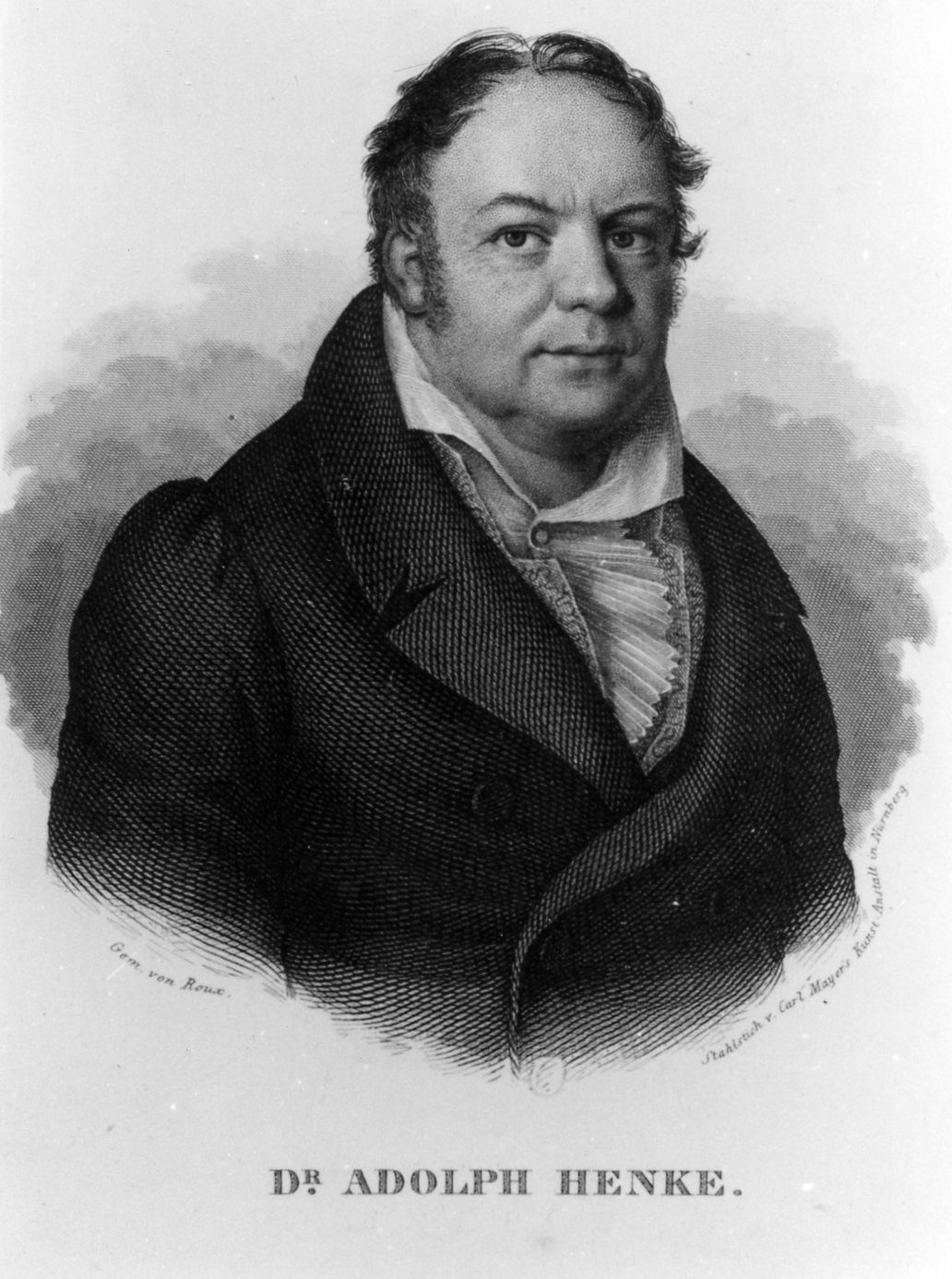
Adolph Henke. Stich nach einem Gemälde von Jacob Wilhelm Christian Roux

Adolph Christian Heinrich Henke (* 13. April 1775 in Braunschweig; † 8. August 1843 in Erlangen) war Professor für Physiologie, Pathologie und Staatsarzneikunde in Erlangen.
Er war einer der ersten Rechtsmediziner im deutschsprachigen Raum, hatte aber laut seinem Berliner Fachkollegen Johann Ludwig Casper niemals eine gerichtliche Leichenöffnung durchgeführt.

## Leben
Adolph Henke war der sechste Sohn des Pastors und Garnisonpredigers Ludwig Henke (1736–1785) und Wilhelmine Henke, geb. Spohr (1744–1806). Ein Bruder war der geheime Justizrat Eduard Henke.
1791 studierte Adolph Henke am Collegium Carolinum in Braunschweig zunächst Theologie, bald darauf Medizin und wechselte an die Universität Helmstedt, 1798/99 nach Göttingen und promovierte 1799 in Helmstedt. 1802 ließ er sich als praktischer Arzt in Braunschweig nieder. 1805 erhielt er einen Ruf auf eine außerordentliche Professorenstelle für Pathologie an der Universität Erlangen. 1809 hielt er die erste Vorlesung über die Medicina forensis, der Beginn des Fachgebietes der Gerichtsmedizin. 1812 gab er die erste Ausgabe seines Hauptwerkes: Lehrbuch der gerichtlichen Medizin heraus (1841 wurde von Henke selbst die 10. Auflage dieses Werkes veröffentlicht). 1815 wurde er Ordinarius für Physiologie, Pathologie und Staatsarzneikunde in Erlangen. Im Jahr 1818 wurde er zum Mitglied der Leopoldina gewählt. Mehrfach war Henke Prorektor der Universität Erlangen und wurde 1821 zum Hofrat ernannt. 1836 erkrankte Henke an einem chronischen Leberleiden und starb 1843.
Seit 1810 war Henke verheiratet mit Sophie Henke, geb. Oertel (1793–1846), sie hatten acht Kinder, von denen vier früh verstarben. Seine zweite Tochter Rosalie (1813–1894) heiratete den Professor für Zoologie, Physiologie und Anatomie Rudolf Wagner (1805–1864), der bei seinem späteren Schwiegervater studiert hatte und die biographische Skizze der Erinnerungen an Adolph Henke verfasst hat.

### Zitat
Der letzte Absatz aus den Erinnerungen lautet:
„Henke war von hoher imposanter Gestalt; seine Ehrfurcht gebietende Persönlichkeit und seine ernstmilde, dabei anspruchslose Gemessenheit entfernte in seiner Nähe jedes unwürdige Wort und Wesen. Ein Feind alles Heimlichthuns, alles Fälschens und Schwätzens, trat er jedem offen und entschieden entgegen, aber immer in feiner, edler Weise. Man vernahm aus seinem Munde kein unzartes Wort. Er half wo er konnte, war durchaus billig und wohlwollend, ja freundlich.“

### Schriften
- 1799 de opii vi medicatrice et usu (Dissertation).
- 1801–1836 als Hrsg. mit Christian Friedrich Nasse, Ernst Horn und Wagner: Archiv für medizinische Erfahrung. Zeitschrift (66 Bände nebst Univ.-Reg.), Rein / (ab Band 3:) Rücker, Leipzig/Berlin 1801–1836 (Jahrgang 1809–1831 auch: Archiv für praktische Medizin und Klinik).
- Über die Vitalität des Blutes und primäre Säftekrankheiten. Oehmigke, Berlin 1806. (Digitalisat)
- Handbuch der Pathologie. 3 Bände. Oehmigke, Berlin 1806–1808. (Digitalisat Band 1: Allgemeine Pathologie), (Handbuch der speziellen Pathologie 1), (Handbuch der speziellen Pathologie 2,1), (Handbuch der speziellen Pathologie 2,2)
- Handbuch zur Erkenntnis und Heilung der Kinderkrankheiten. Wilmans, Leipzig 1809. (Digitalisat der 4. Aufl. 1837)
- Taschenbuch für Mütter über die physische Erziehung der Kinder in den ersten Lebensjahren und über die Verhütung, Erkenntniß und Behandlung der gewöhnlichen Kinderkrankheiten. 2 Bände. Wilmans, Frankfurt am Main 1811. (Digitalisat Band 1, 2. Aufl. 1832), (Digitalisat  Band 2, 2. Aufl. 1832)
- Revision der Lehre von der Lungen- und Atemprobe. Berlin 1811.[2]
- Lehrbuch der gerichtlichen Medizin. Zum Behuf akademischer Vorlesungen und zum Gebrauch für gerichtliche Ärzte und Rechtsgelehrte entworfen. Dümmler, Berlin 1812. (Digitalisat der 4. Aufl. 1824)
- Darstellung der Feldzüge der Verbündeten gegen Napoleon. Voran eine kurze Übersicht des Feldzugs Napoleons gegen Rußland 1812. 1814. (Digitalisat)
- Über die Entwicklungen und Entwicklungskrankheiten des menschlichen Organismus. Schrag, Nürnberg 1814. (Digitalisat)
- 1815–1834 Abhandlungen aus dem Gebiet der gerichtlichen Medizin. (5 Bände)
- als Hrsg.: 1821–1843 Zeitschrift für die Staatsarzneikunde.